# Bosc Gran (Sant Quirze Safaja)
El Bosc Gran és un bosc del Moianès, pertanyent al terme municipal de Sant Quirze Safaja.
Està situat a l'extrem occidental del terme, a tocar del termenal amb Castellterçol. És en el vessant oriental de la Serra del Bosc Gran, a l'esquerra del torrent de les Termes i a ponent del Serrat de les Vinyes.
És un bosc espès i en alguns llocs quasi impenetrable, molt ric en espècies apreciades en la cinegètica com, per exemple, el porc senglar.